# دردار ثلاثي الشقوق
دردار ثلاثي الشقوق (الاسم العلمي: Ulmus tridens) هو نوع نباتي يتبع جنس الدردار من فصيلة الدردارية.